# USS Princeton (CVL-23)
«При́нстон» (англ. USS Princeton (CVL-23)) — лёгкий авианосец США типа «Индепенденс».

## История создания

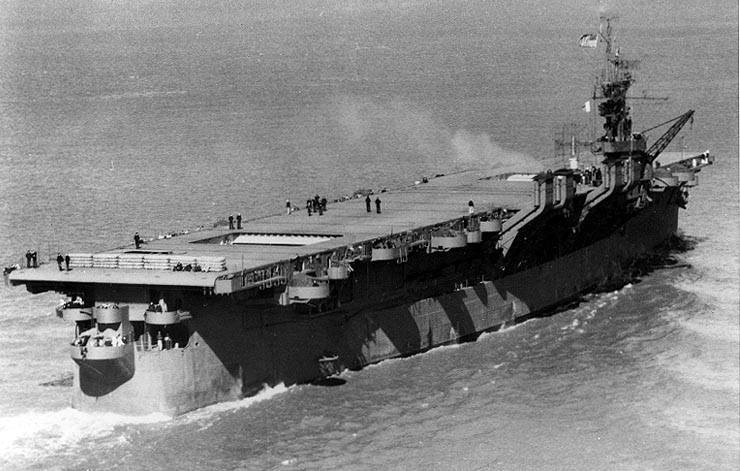
«Принстон» в марте 1943 года

Заложен 2 июня 1941 года как крейсер типа «Кливленд» (англ. Cleveland) под названием «Таллахасси» (англ. Tallahassee» (CL-61)). 16 февраля 1942 года переклассифицирован в авианосец и тогда же переименован в «Принстон». Спущен на воду 18 октября 1942 года. В строю с 25 февраля 1943 года.

## История службы
Вошёл в состав Тихоокеанского флота США в августе 1943 года (авиагруппа CLGL-23), когда прибыл в Пёрл-Харбор для общих действий с авианосцами «Эссекс» и «Йорктаун». 1 сентября они нанесли свой первый удар по острову Маркус. Участвовал в ударах по островах Гилберта (18.09.1943), Бука и Рабаулу (начало ноября 1943 года), обеспечении десантов на острова Гилберта (13.11—08.12.1943) и Маршалловы острова (29.01—26.02.1944), рейдах на Палау (30.03—01.04.1944), Трук (29—30.04.1944) и Новую Гвинею (21—29.04.1944).
28 мая 1944 года принял авиагруппу CVGL-27. Прикрывал высадку на Марианские острова летом 1944 года, где принял участие в Битве при Марианских островах 19-20 июня 1944 года. После десантной операции на Западных Каролинских островах нанёс удары по японским объектам на островах Рюкю, Формоза и Лусон (10—19.10.1944).

### Сражение в заливе Лейте
Во время сражения в заливе Лейте «Принстон» входил в оперативную группу 38.3 быстроходной авианосной группы. 24 октября 1944 года авианосец был атакован пикирующим бомбардировщиком D4Y «Суйсэй», сбросившим две 250-килограммовые бомбы. Прежде чем взорваться, бомбы пробили три палубы. Взрыв привёл к сильному пожару в ангаре. Загорелось шесть подготовленных к вылету «Эвенджеров», а взрыв их торпед привёл к ещё большим разрушениям. Примерно через полчаса после атаки другие корабли группы получили приказ пришвартоваться к «Принстону» и взять на борт его экипаж, за исключением пожарных и аварийных команд.

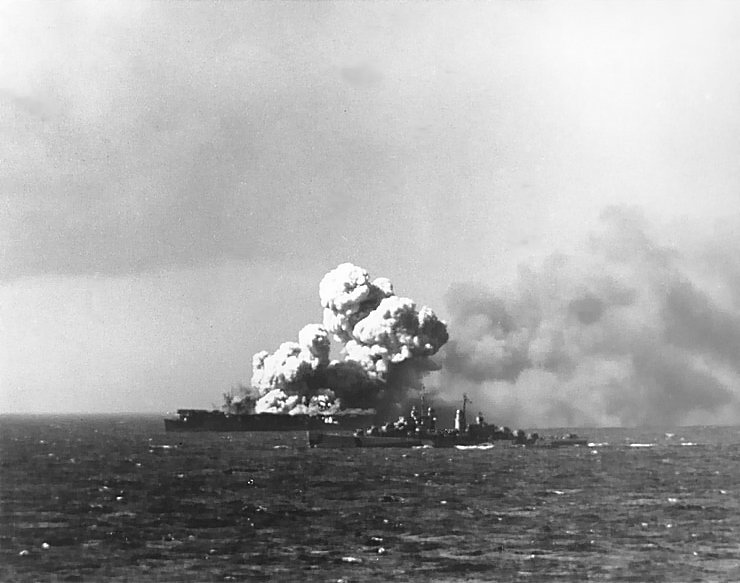
«Принстон» вскоре после бомбардировки
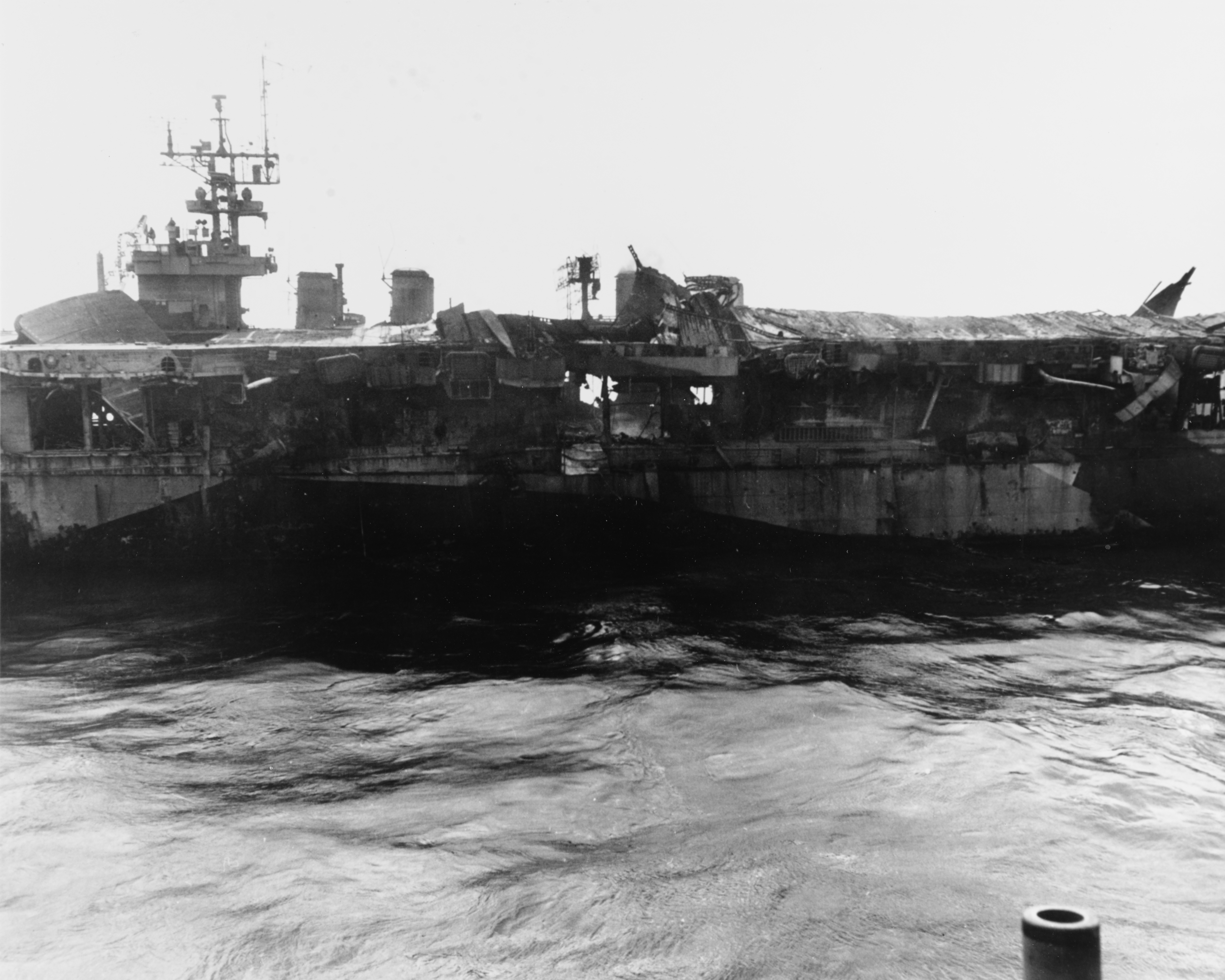
Повреждения на авианосце
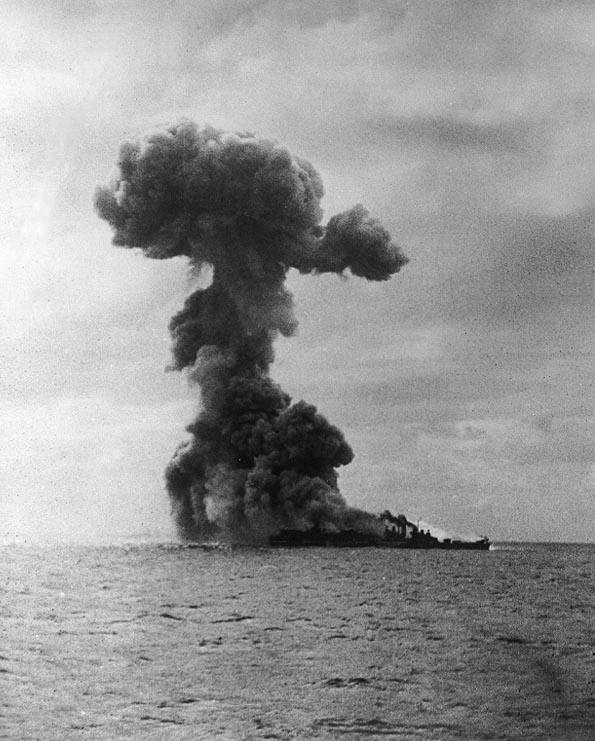
Второй взрыв
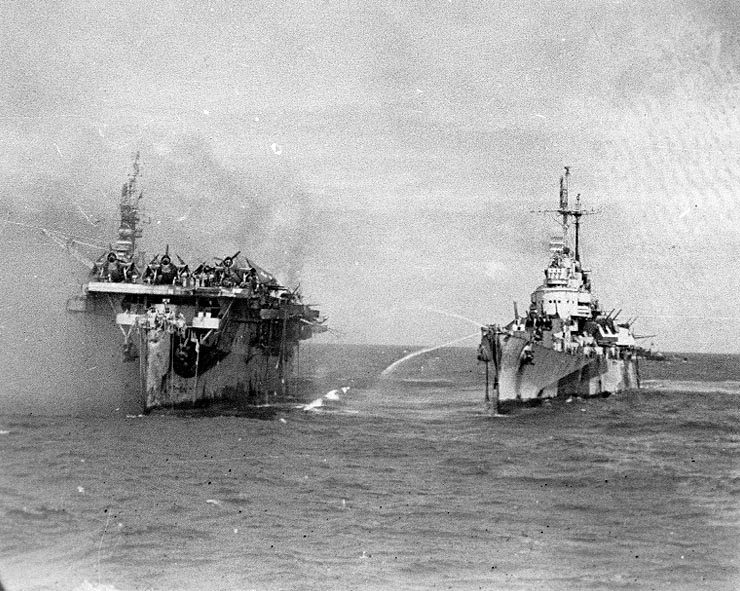
Крейсер «Бирмингем» пытается потушить пожар на «Принстоне»
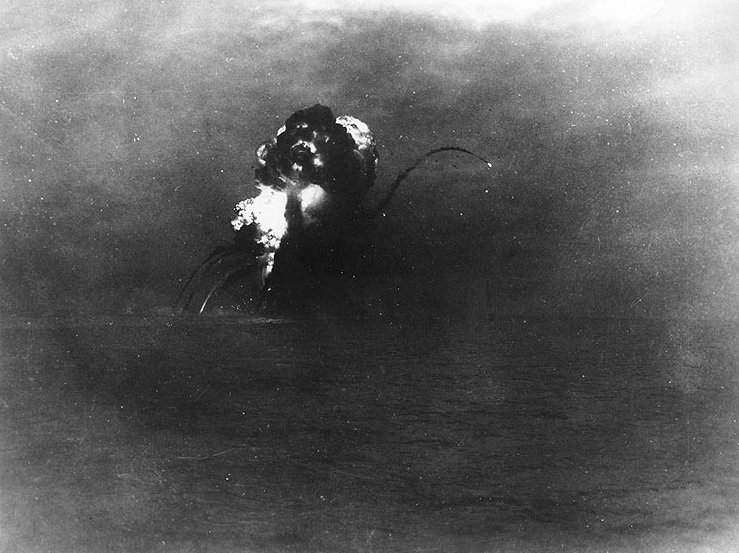
Взрыв «Принстона» после того, как он был торпедирован крейсером «Рено»

К авианосцу пришвартовались лёгкие крейсера «Бирмингем» и «Рено». Они откачивали воду из повреждённого корабля и обеспечивали питанием его насосы. Все это происходило на фоне отражения авиацией и кораблями атак японских самолётов. В 14:45 казалось, что с пожаром удалось справиться, но в 15:23 на «Принстоне» произошёл сильный взрыв, в результате которого на переполненных людьми палубах «Бирмингема» погибли 229 и были ранены 420 человек. Сам авианосец потерял более 100 человек убитыми и 190 ранеными. Однако повреждённый корпус «Принстона» все ещё оставался на плаву. Его восстановление было невозможно, и в 16:00 остальные члены экипажа покинули корабль.
Был отдан приказ потопить авианосец. Эсминец «Ирвин» выпустил 4 торпеды, но не сумел его потопить. Тогда крейсер «Рено» выпустил ещё 2 торпеды, после чего «Принстон» затонул.
Всего за время службы авиагруппа «Принстона» сбила 178 вражеских самолётов.

### На английском языке
- T. I. Bradshaw and M. L. Clark. Carrier down: the story of the sinking of the U.S.S. Princeton (CVL-23). — Austin: Eakin Press, 1990. — ISBN 978-0-89015-773-2.
- O. Thulesius. The man who made the Monitor: a biography of John Ericsson. — Jefferson, N.C: McFarland & Company, Inc, 2007. — ISBN 978-0-7864-2766-6.

### На русском языке
- Авианосцы Второй мировой. Новые властелины океанов / Балакин С. А., Дашьян А. В., Морозов М. Э. — М.: Коллекция, Яуза, 2006. — ISBN 5-699-17428-1.
- Энциклопедия авианосцев / Под общей редакцией Тараса А. Е. — Минск, М.: Харвест, АСТ, 2002.
- К. Шант, К. Бишоп. Авианосцы. Самые грозные авианесущие корабли мира и их самолеты. Иллюстрированная энциклопедия. — Пер. с англ. — М.: Омега, 2006. — 256 с.